# Нойрід (Баварія)
Нойрід (нім. Neuried) — громада в Німеччині, розташована в землі Баварія. Підпорядковується адміністративному округу Верхня Баварія. Входить до складу району Мюнхен.
Площа — 9,63 км2. Населення становить 8580 ос. (станом на 31 грудня 2020).